# Кулутайка
Кулутайка — река в России, протекает в Ашинском районе Челябинской области. Правый приток Танкала.

## География
Река Кулутайка берёт начало в урочище Кулутайские Гривы. Течёт в южном направлении. Устье реки находится в 3 км по правому берегу реки Танкал. Длина реки составляет 11 км.

## Данные водного реестра
По данным государственного водного реестра России относится к Камскому бассейновому округу, водохозяйственный участок реки — Сим от истока и до устья, речной подбассейн реки — Белая. Речной бассейн реки — Кама.
Код объекта в государственном водном реестре — 10010200612111100019034.